# Каримнагар
Каримнагар (англ. Karimnagar) — город в индийском штате Телангана. Административный центр округа Каримнагар. Расположен в 162 км к северу от Хайдарабада. Средняя высота над уровнем моря — 264 метра. По данным всеиндийской переписи 2001 года, в городе проживало 203 819 человек, из которых мужчины составляли 51 %, женщины — соответственно 49 %. Уровень грамотности взрослого населения составлял 76 % (при общеиндийском показателе 59,5 %). Уровень грамотности среди мужчин составлял 82 %, среди женщин — 69 %. 12 % населения было моложе 6 лет.